# Luigi Accogli
Luigi Accogli (* 16. August 1917 in Andrano, Provinz Lecce, Italien; † 21. Juni 2004) war ein italienischer Geistlicher, römisch-katholischer Erzbischof und Diplomat des Heiligen Stuhls.

## Leben
Luigi Accogli empfing am 6. März 1943 das Sakrament der Priesterweihe.
Am 16. Oktober 1967 ernannte ihn Papst Paul VI. zum Titularerzbischof von Treba und bestellte ihn zum Apostolischen Nuntius in China. Der Kardinalstaatssekretär Amleto Giovanni Kardinal Cicognani, spendete ihm am 26. November desselben Jahres die Bischofsweihe; Mitkonsekratoren waren der Erzbischof von Otranto, Gaetano Pollio PIME, und der Sekretär der Kongregation für die Evangelisierung der Völker, Kurienerzbischof Sergio Pignedoli.
Am 29. September 1970 ernannte ihn Paul VI. zum Apostolischen Nuntius in Ecuador. Luigi Accogli wurde am 6. Juli 1979 Apostolischer Nuntius in Bangladesch. Am 17. Juni 1988 bestellte ihn Papst Johannes Paul II. zum Apostolischen Nuntius in Syrien.
Am 18. Februar 1993 nahm Papst Johannes Paul II. das von Luigi Accogli aus Altersgründen vorgebrachte Rücktrittsgesuch an.